# Carelians
Els carelians o karjalaiset, karjalaižet, livviköid, lüüdiköid són una ètnia molt afina als finlandesos, i que parlen el carelià, una llengua ugrofinesa. Segons el cens soviètic del 1989 hi havia 145.000 a l'antiga URSS, i segons el cens del 1945, potser hi ha uns 45.000 més a Finlàndia, a part d'altres al Canadà i als EUA.

## Situació geogràfica
Segons dades del 1989, n'hi havia 124.900 a Rússia, d'ells el 60,13% a la República de Carèlia, el 18,5% a l'óblast de Tver i el 3% a Sant Petersburg.

## Demografia
Els carelians sempre han estat minoritaris dins la seva república, però el seu nombre ha anat disminuint gradualment en els darrers censos, sobretot a causa de l'erràtica política lingüística soviètica. Segons el cens del 1959 hi havia 167.000 carelians (dels quals el 71% parlaven l'idioma), 93.000 finesos (dels que el 60% parlaven l'idioma), 16.000 vepses (dels que el 46% parlaven la seva llengua) i 1.062 ingrians. El 1979 els carelis ja eren només 146.000 (dels que el 63% parlava la llengua), els finesos a 84.100, els vepses 8.300 i els ingrians 780.
La situació actual és encara pitjor, ja que a les ciutats només el 7% dels habitants d'entre 6 i 9 anys parlen carelià.

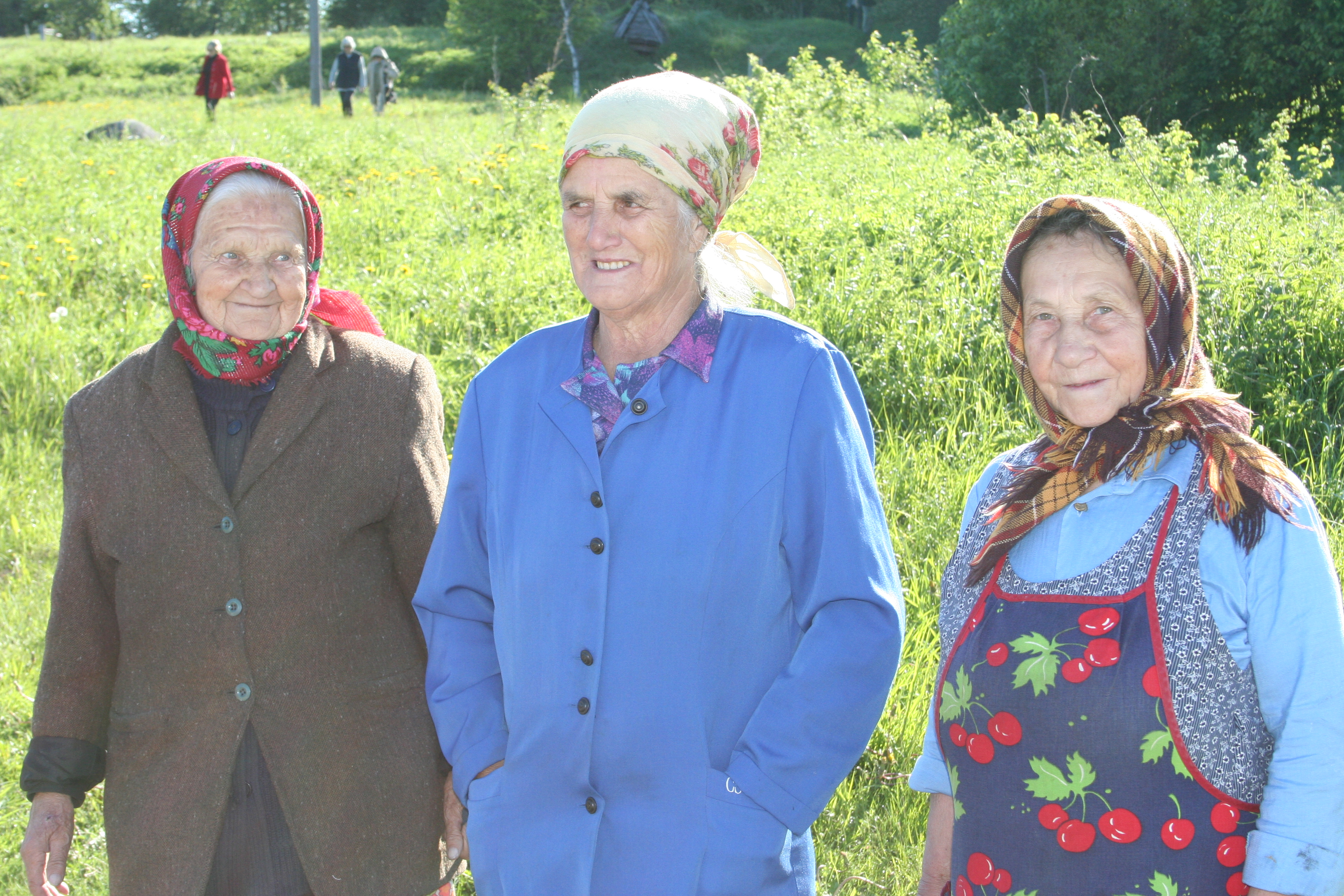
Dones carelianes

| Any  | a Carèlia | a Rússia | % parlants | % a Carèlia |
| ---- | --------- | -------- | ---------- | ----------- |
| 1897 |           | 208.100  |            | 42,3%       |
| 1926 | 100.781   | 248.000  |            | 38,2%       |
| 1939 | 108.600   | 253.800  |            | 23,2%       |
| 1959 | 85.500    | 167.300  | 71,4%      | 13,1%       |
| 1970 | 84.200    | 146.100  | 63,0%      | 11,8%       |
| 1979 | 82.140    | 138.400  | 55,6%      | 11,1%       |
| 1989 | 78.928    | 124.900  | 47,9%      | 10%         |

## Història
Els korelas, com eren anomenats pels eslaus, arribaren en el segle vi als marges dels llacs Onega i Ladoga. Vivien al llarg dels valls fluvials o als marges dels llacs i geleres; habitaven cases de fusta de dos pisos, amb rics abillaments, de manera que personens i animals vivien sota el mateix sostre. Es dedicaven a la cacera, pesca i agricultura comunitària familiar (50-100 persones) on participaven tots. Més tard es dedicaren al comerç de pells, i en els segles xviii i xix a l'artesania, comerç i treballs temporals a Sant Petersburg.
Per la mateixa època, els eslaus arribarien al N i E del llac Onega i a la costa del Mar Blanc, dedicant-se a l'agricultura, pesca i extracció de sal. En el segle ix, una carta del rei Alfred d'Anglaterra al viking Onthere parla del regne de Beorma, a la península de Kola. Foren atacats pels vikings i durant els segles XI i xii foren atacats pel rei de Suècia i els prínceps de Novgorod, però oficialment formaren part com a tributaris de la Kievan Rus fins al segle xii, en què fou subjecta a Novgorod.
La primera menció dels carelians a les cròniques russes data del 1143. El 1178 atacaren la colònia sueca de Sigtuna. El 1227 foren evangelitzats per missioners ortodoxos enviats pel príncep de Novgorod, Jaroslav Vsevolodovitx, i el 1293 gran part del país fou conquerit pel rei de Suècia, que hi construí la fortalesa de Vyborg (Viipuri). Pel tractat d'Orechvetsky del 1323 tota la zona de Korela va caure sota el domini de Novgorod. Els carelians que vivien al voltant de Vyborg i a l'illa de Sarmaa es van veure tallat del reste del grup, que passaria a formar part de Novgorod el 1478.
Els pagesos carelians assoliren l'estatut de pagesos de l'estat (serfs) i alguns d'ells foren adscrits a monestirs. Les disputes sueques i russes pel territori provocà que molts carelians marxin de la part finlandesa fins a Novgorod i Tver, i alguns defensaren heroicament Korela dels atacs suecs el 1610. Pel Tractat de Stolbovo del 1617, Rússia hagué de cedir Suècia tot l'istme de Carèlia. Olonets/Aunus, construïda el 1649, esdevingué nou centre administratiu i comercial de Carèlia; entre els pagesos es va difondre la ferreteria, els articles de la qual eren venuts al mercat de Tikhvin. I s'explotaren les mines de Petrovsky, Povenetsky, Alexeevsky i Konchesersky.